# アブー・ウバイダ

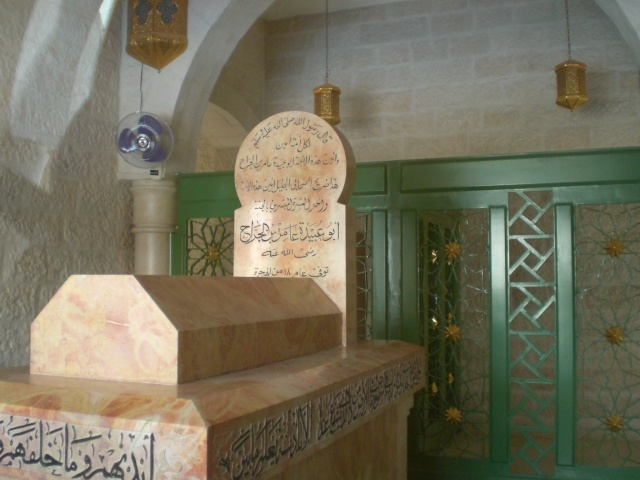
ヨルダンのバルカ県にあるアブー・ウバイダの廟墓

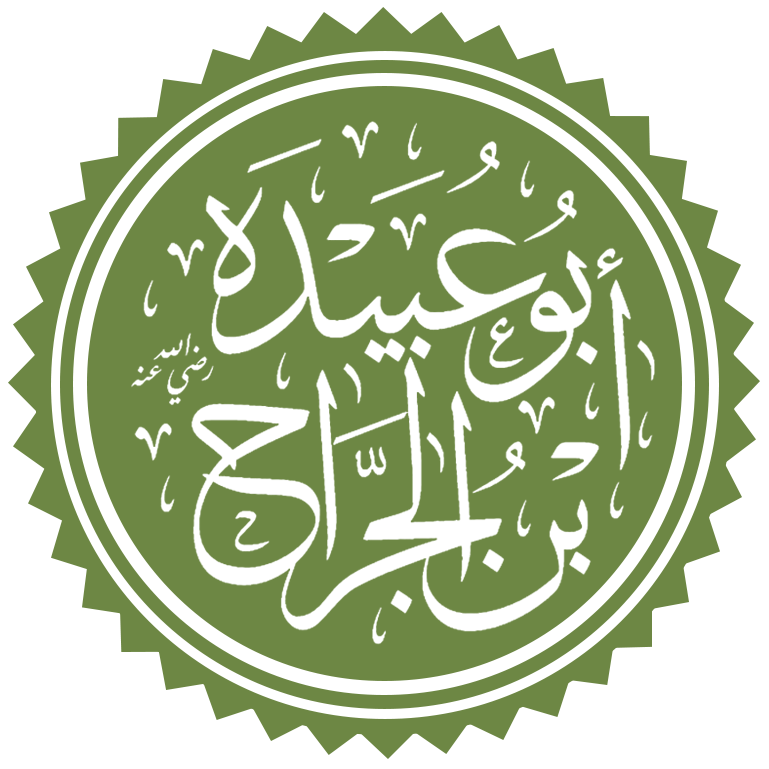

アブー・ウバイダ・アーミル・ブン・アル＝ジャッラーフ（アラビア語： أبو عبيدة عامر بن الجرّاح 、Abū ‘Ubayda ‘Āmir b. al-Jarrāḥ、581年? - 639年）は、イスラームの預言者ムハンマドの最初期からの教友（サハーバ）のひとりで、正統カリフ時代のシリア総督。いわゆる「楽園を約束された10人」（アル＝アシャラ・アル＝ムバッシャラ العشرة المبشّرة al-`Ashara al-Mubashshara /アル＝アシャラ・アル＝ムバッシャルーン・ビ＝ル＝ジャンナ العشرة المبشرون بالجنة; al-`Ashara al-Mubashsharūn bi-l-Janna ）のうちのひとりに数えられる（:en）。

## 生涯
アブー・ウバイダはクライシュ族のバヌー・アル＝ハーリス・ブン・フィフル氏族出身で、581年にメッカにおいて兄のアブドゥッラー・ブン・アル＝ジャッラーフの家で生まれた。また、アブー・ウバイダはメッカ布教時代からムハンマドの教友（サハーバ saḥāba）だったことで知られており、ハディースなどの伝承によると611年にアブー・バクルやウスマーンらが改宗した翌日にイスラームに改宗したと伝えられている。危機的な状況にあってもそれに耐えうる豪胆さと滅私の志の強さを兼ね備えた人物であったと言われており、そのため、預言者ムハンマドから「アミーン」（أمين amīn 信頼をおける者）と呼ばれた。624年のバドルの戦いの時41歳であったといい、翌625年、ウフドの戦いでの奮戦以降各地への遠征等へも従軍している。ヤマン人（イエメン）への改宗と指導のため、ムハンマドから全権を委任されて派遣された。
632年に預言者ムハンマドが亡くなった時、ナジュラーンからメディナへ帰還すると、ウマルとともにアブー・バクルをムハンマドの代理人である後継者、カリフとして強く推挙した。あるハディースによりとアブー・バクルはウマルとアブー・ウバイダの間に座り、アブー・ウバイダはウマルとともにアブー・バクルの手を取って、アブー・バクルのカリフ位を推挙したと伝えられる。
第2代正統カリフ・ウマルの時代、シリア方面軍司令官として、アブー・ウバイダは、アブー・スフヤーンの息子たちでイスラームに改宗後は預言者ムハンマドの側近となっていたヤズィードと、同じくムハンマドの書記として近侍していたムアーウィヤの兄弟とともに派遣された。当時は軍司令官がそのまま征服地域の行政も担当したため（いずれもアラビア語ではアミール）、アブー・ウバイダはシリア方面の軍事と行政の全権を担当する事となった。

ヤルムークの戦いまでのアラブ軍と東ローマ帝国軍の動向（635-636年）

シリア戦線では、アブー・ウバイダと彼の率いるアラブ軍は現地の東ローマ帝国軍に苦戦していたため、ウマルに救援要請を出した。これを受けてウマルはイラク戦線で活躍していたハーリド・イブン＝アル＝ワリードをシリアへ転戦させた。アブー・ウバイダは軍司令官としてのハーリドを大変尊重し、彼の献策や征服地での政策には全幅の信頼を置いていたため、多くの場合ハーリドの作戦が円滑に実行されるように各所で働きかけを行っている。
636年、ヤルムークの戦いでアブー・ウバイダとハーリドらが指揮するアラブ軍は東ローマ帝国軍を破り、その年にはヒムス、アレッポ、アンティオキアを含む北シリア一帯を手中にし、これらの地域もアブー・ウバイダの管轄となった。また、同じ年にはダマスクスが降服。翌637年にはエルサレムの開城交渉を行い、この交渉でエルサレム側から提示された降服条件として、カリフ・ウマルとのエルサレムでの直接会見が要求されたため、ウマルのシリア来訪を要請した。これを承諾したウマルはシリア方面軍の本営を置いていたかつてのガッサーン朝の首都ジャービヤに訪れ、ウマルの到着とエルサレム側要人たちとの直接会見によりエルサレムの降服も達成された。ウマルの後援によってこの前後にシリア地方における行政機構が整備されて行き、シリア総督アブー・ウバイダの権限も徐々に確立されて行った。ダマスクスの降服の後、ダマスクスをシリア支配の拠点として位置付け、これが後にダマスクスがウマイヤ朝の首都となる直接の起原となった。
639年にシリア一帯で疫病が発生した。シリア方面のアラブ軍にも多数の病死者を出す事態となり、アブー・ウバイダもこの疫病のために没した。シリアでこの疫病が流行した時、カリフ・ウマルは彼の命を案じてメディナへ召還しようとしたが、アブー・ウバイダは任地を離れる事を拒み、そのまま病没したと伝えられている。58歳であったが、生前に子供を儲けなかったため、彼の子孫はいない。
アブー・ウバイダの没後、ウマルの命によってシリア総督職は前述のヤズィードに引き継がれたが、ヤズィードもまたカイサーリーヤの包囲中に陣中で病没した。このため、カリフ・ウマルはヤズィードの弟であったムアーウィヤにシリア総督を継がせ、ムアーウィヤはアリーの時代までこの職に留まった。このムアーウィヤはハワーリジュ派による暗殺事件で対立していた新カリフ・アリーとともに標的にされたが、アリーが死亡した後も辛くも生き延び、ウマイヤ朝の始祖となった。